# صفا (اسم)
صفا اسم علم عربي مؤنث، ويستعمل للمذكر أيضاً. والصَّفا: أحد جبليّ المسعى والآخر المروة، وهما من مشاعر الحجّ والعمرة بمكّة. وورد الاسم في العربية للدلالة على النقاء كقول الشاعر: إِنَّ النَّفْسَ إِذَا جَاعَتْ  وَعَطَشَتْ صَفَا الْقَلْبُ وَرَقَّ.

## معنى الاسم
صَفَا: جمع صَفاة، وصَفَا: جمع صَفواء.

### لغة
صفا (الفعل): صفَا لـ يَصفُو، اصْفُ، صَفْوًا وصَفاءً وصُفُوًّا، فهو صافٍ وصفوانُ، والمفعول مَصْفوٌّ لهُ وصَفِيٌّ له فهو صاف، وصَفْوانُ.
- صَفا: خلص من الكدَرِ
- صَفَا الْجَوُّ: خَلاَ مِنَ الغَيْمِ
- صَفَا الْمَاءُ: صَارَ صَافِياً نَقِيّاً
- صَفَا القَلْبُ: خَلاَ مِنْ كُلِّ غَمٍّ وَحُزْنٍ
- صَفَا قَلْبُهُ مِنْ كُلِّ حِقْدٍ: خَلاَ مِنْ كُلِّ حِقْدٍ
- صَفَا القِدْرَ: أَخَذَ صَفْوَتَهَا
- صفا فلانٌ لفلانٍ: أخلص له. صفا لصديقه، خالصات لوجه الله
- صفا له الجوّ: خلا له ليفعل ما يشاء

والاسم: صَفَا: جمع صَفواء، أو جمع صفاة. وصَفَاءُ الذِّهْنِ : وُضُوحُهُ، جَلاَؤُهُ. والجمع: أَصْفياءُ و صَفَايا.

## أعلام
- صفا الجميل